# Gillian Lucky
Gillian Lucky (sinh năm 1967) là thẩm phán  tại Tòa án tối cao Trinidad và Tobago. Justice Lucky đã tuyên thệ vào ngày 8 tháng 9 năm 2014 bởi Tổng thống Anthony Carmona. Trước đây bà đã từng là một Thẩm phán tạm thời của Tòa án tối cao giữa tháng 10 năm 2009 - tháng 9 năm 2010.
Bà giữ vị trí Giám đốc Cơ quan Khiếu nại Cảnh sát  trong khoảng thời gian 2010 - 2014. Đây là một cơ quan độc lập được thành lập để điều tra các tội phạm hình sự liên quan đến cảnh sát, tham nhũng cảnh sát và hành vi sai trái nghiêm trọng của cảnh sát và cho các vấn đề liên quan khác. Không có thành viên nào trong đội ngũ nhân viên của Cơ quan Khiếu nại Cảnh sát được có mối quan hệ với Sở Cảnh sát Trinidad và Tobago, Cảnh sát Dự trữ Đặc biệt hoặc Lực lượng Cảnh sát Thành phố. Các nhiệm vụ của PCA được nêu trong Đạo luật Cơ quan Khiếu nại Cảnh sát.

## Cuộc sống sự nghiệp
Lucky đã học trường trung học nữ Naparima để học trung học. Bà tốt nghiệp Khoa Luật tại Đại học West Indies năm 1989. Ở đó, bà được trao giải thưởng Therese Sylvester cho sinh viên đại học xuất sắc nhất - Khu học xá Cave Hill.
Lucky đã đảm nhận các vị trí của Luật sư Nhà nước cao cấp tại Văn phòng Giám đốc Công tố; Thượng nghị sĩ chính phủ; Bộ trưởng trong Bộ trưởng Bộ Tư pháp và các vấn đề pháp lý, Thành viên phe đối lập của Quốc hội và Thẩm phán Tòa án tối cao tạm thời. Lucky là Giám đốc Cơ quan Khiếu nại Cảnh sát (2010-2014) và là một chuyên mục với tờ báo Người bảo vệ Trinidad và Tobago. Bà cũng là chủ tịch của Ủy ban Pháp luật Omnibus; Chủ tịch Ủy ban Chính quy hóa Công nghiệp Video Gia đình và là Thành viên của Ủy ban Tư pháp và Tội phạm. Bà cũng từng giữ vị trí Hiệu trưởng tại Học viện nghiên cứu đại học (ATS).

## Phương tiện truyền thông
Lucky đã viết cho một chuyên mục trong Báo Người giám hộ Trinidad và Tobago. Bà cũng là người dẫn chương trình truyền hình, Just Gill trên mạng egTV Channel 1, tập trung vào thảo luận về các vấn đề và lợi ích quốc gia. Trước đây, bà đã từng đồng tổ chức một biên tập viên phát thanh, Thời gian nói chuyện trực tuyến trên Radio 90.5FM và cũng là Nhà sản xuất và Người đồng điều hành trước đây của chương trình truyền hình, "Caribbean Tarang".

## Cuộc sống cá nhân
Lucky là con gái của Anthony Lucky và Cintra Lucky. Bà có ba anh chị em, Cindy Ann Lucky, Elizabeth Lucky và Antonia Lucky. Bà là một cựu calypsonian.

## liên kết ngoài
- "Gillian Lucky". TEDxPortofSpain. Truy cập ngày 7 tháng 10 năm 2013.
- "Gilian Lucky". Digital Guardian. Trinidad and Tobago: Guardian Media Limited. Bản gốc lưu trữ ngày 23 tháng 10 năm 2013. Truy cập ngày 7 tháng 10 năm 2013.